# Piranthus decorus
Espèce
Piranthus decorus est une espèce d'araignées aranéomorphes de la famille des Salticidae.

## Distribution
Cette espèce se rencontre en Birmanie et en Inde.

## Description
La femelle holotype mesure 8,5 mm.
La femelle décrite par Caleb et Sanap en 2017 mesure 7,68 mm
Le mâle décrit par Hun, Raval, Zala et Oza en 2023 mesure 7,89 mm.

## Publication originale
- Thorell, 1895 : Descriptive catalogue of the spiders of Burma. London, p. 1-406 (texte intégral).